# Viktor Uhlig

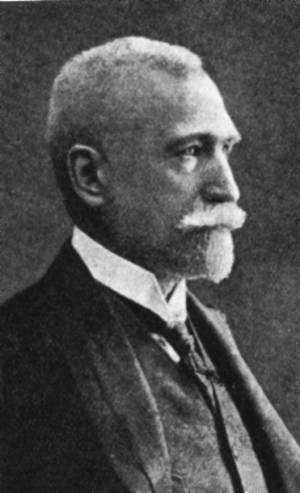
Victor Uhlig

Viktor Uhlig, auch Victor Karl, (* 2. Jänner 1857 in Leskowetz, Österreichisch-Schlesien; † 4. Juni 1911 in Karlsbad) war ein österreichischer Geologe und Paläontologe.

## Leben
Uhlig studierte an den Universitäten von Graz und Wien. Nach Beendigung seiner Studien war er von 1877 bis 1883 Assistent an der Wiener Universität für Paläontologie. 1881 arbeitete er beim Kaiserlichen Geologischen Institut bis 1890. Ab 1891 lehrte Uhlig an der Deutschen Universität Prag, bis er 1900 zunächst als Paläontologe und dann als Ordinarius für Geologie an die Universität Wien berufen wurde, wo er bis zu seinem Tode blieb. 1894 wurde er korrespondierendes, 1901 wirkliches Mitglied der Österreichischen Akademie der Wissenschaften. 1907 war er Mitbegründer und erster Präsident der Geologischen Gesellschaft Wien. 1910 wurde er zum Stellvertretenden Vorsitzenden der neugegründeten Geologischen Vereinigung gewählt.
Die Leopoldina ehrte ihn 1909 als einen Verfasser besonders wichtiger naturwissenschaftlicher Arbeit mit der Cothenius-Medaille. Im Jahr 1899 war er bereits zum Mitglied der Leopoldina gewählt worden.
Sein Interesse galt neben den Ostalpen besonders der Geologie und Paläontologie der Karpaten. Er gehörte der Evangelischen Kirche an und nahm aktiv am öffentlichen Leben teil.
Bezüglich seines Sterbeortes gibt es widersprüchliche Angaben. Laut Kommunal-Kalender verstarb Uhlig in Wien, Eduard Suess, Uhligs Vorgänger an der Lehrkanzel für Geologie in Wien, hält jedoch in seinem Nachruf fest, Uhlig sei in Karlsbad in den Armen seiner hingebungsvollen Gattin verschieden. In derselben Ausgabe der Neuen Freien Presse wird von der Krankheit Professor Uhligs berichtet, die in Karlsbad im Sanatorium des Chirurgen Fink zu einer schweren, letztlich letalen Gallensteinoperation führte. Der Leichnam des Gelehrten wurde am 7. Juni 1911 auf dem evangelischen Friedhof von Prag-Straschnitz (Praha-Strašnice) bestattet.
1956 wurde die Uhligstraße in Wien-Favoriten nach ihm benannt.

## Schriften
- Über die Cephalopodenfauna der Teschener und Grodischter Schichten. In: Denkschriften der kaiserlichen Akademie der Wissenschaften mathematisch-naturwissenschaftliche Klasse, 72. Band, 1902, S. 1–87 (zobodat.at [PDF]).
- Über die von H(ermann) Abich im Kaukasus gesammelten Jurafossilien. In: Denkschriften der kaiserlichen Akademie der Wissenschaften mathematisch-naturwissenschaftliche Klasse, 59. Band, 1891, S. 1–122 (zobodat.at [PDF]).
- Beiträge zur Geologie des Fatrakriván-Gebirges. In: Denkschriften der kaiserlichen Akademie der Wissenschaften mathematisch-naturwissenschaftliche Klasse, 72. Band, 1902, S. 519–561 (zobodat.at [PDF]).
- Eduard Suess: Beiträge zur Stratigraphie Central-Asiens auf Grund der Aufsammlungen von F(erdinand) Stoliczka und K(arol) Bogdanowitsch [auch: Bogdanowicz (1864–1947)], und mit Unterstützung von Professor F(ritz) Frech in Breslau, Dr. E(dler) v(on) Mojsisovics W. M. K. Akad. und Herrn F(riedrich) Teller in Wien und Professor V(iktor) Uhlig in Prag. In: Denkschriften der kaiserlichen Akademie der Wissenschaften mathematisch-naturwissenschaftliche Klasse, Band 61.1894, ZDB-ID 961131-9, S. 431–466 (zobodat.at [PDF; 3,2 MB]).
- Die Fauna der Spiti-Schiefer des Himalaya, ihr geologisches alter und ihre Weltstellung. In: Denkschriften der kaiserlichen Akademie der Wissenschaften mathematisch-naturwissenschaftliche Klasse, 85. Band, 1910, S. 531–609 (zobodat.at [PDF]).
- Die Geologie des Tatragebirges. In: Denkschriften der kaiserlichen Akademie der Wissenschaften mathematisch-naturwissenschaftliche Klasse. ZDB-ID 961131-9.
  - Teil 1/2: Einleitung und stratigraphischer Theil, Band 64, 1897, S. 643–684 (zobodat.at [PDF; 3,4 MB]).
  - Teil 2/2: Tektonik des Tatragebirges, Band 68, 1900, S. 1–88 (zobodat.at [PDF; 9,2 MB]).
- Über das Vorkommen und die Entstehung des Erdöls. Berlin 1884.
- Das unterirdische Wasser und seine Bewegung. Prag 1896.
- Über eine unterliasische Fauna aus der Bukowina. Prag 1900.
- Bau und Bild der Karpaten. Tempsky. Wien 1903.
- Bau und Bild Österreichs. Tempsky: Wien, 1903 (zusammen mit Carl Diener, Rudolf Hoernes und Franz Eduard Suess)
- Über die Tektonik der Karpathen. Wien 1907.
- Die marinen Reiche der Jura und der Unterkreide
- Die Entstehung der Alpen